# Campeonato Europeo de Atletismo en Pista Cubierta de 2019
El XXXV Campeonato Europeo de Atletismo en Pista Cubierta se celebró en Glasgow (Reino Unido) entre el 1 y el 3 de marzo de 2019 bajo la organización de la Asociación Europea de Atletismo (AEA) y la Federación Británica de Atletismo.
Las competiciones se realizaron en la Emirates Arena de la ciudad escocesa.

## Calendario
| E | Eliminatorias | C | Clasificatorias | ½ | Semifinales | F | Final |

| Fecha →           | Vi 03 | Vi 03 | Sá 04 | Sá 04 | Sá 04 | Do 05 | Do 05 |
| Prueba ↓          | M     | T     | M     | T     | T     | M     | T     |
| ----------------- | ----- | ----- | ----- | ----- | ----- | ----- | ----- |
| 60 m              |       |       | E     | ½     | F     |       |       |
| 400 m             | E     | ½     |       | F     | F     |       |       |
| 800 m             |       | E     |       | ½     | ½     |       | F     |
| 1500 m            | E     |       |       |       |       |       | F     |
| 3000 m            | E     |       |       | F     | F     |       |       |
| 60 m vallas       |       |       | E     |       |       | ½     | F     |
| 4 × 400 m         |       |       |       |       |       |       | F     |
| Salto de longitud |       |       | C     |       |       | F     |       |
| Triple salto      |       | C     |       |       |       |       | F     |
| Salto de altura   | C     |       |       | F     | F     |       |       |
| Salto con pértiga |       | C     |       | F     | F     |       |       |
| Peso              | C     | F     |       |       |       |       |       |
| Heptatlón         |       |       | F     | F     | F     | F     | F     |

| Fecha →           | Vi 03 | Vi 03 | Sá 04 | Sá 04 | Sá 04 | Do 05 | Do 05 |
| Prueba ↓          | M     | T     | M     | T     | T     | M     | T     |
| ----------------- | ----- | ----- | ----- | ----- | ----- | ----- | ----- |
| 60 m              |       |       | E     | ½     | F     |       |       |
| 400 m             | E     | ½     |       | F     | F     |       |       |
| 800 m             | E     |       |       | ½     | ½     |       | F     |
| 1500 m            |       | E     |       |       |       |       | F     |
| 3000 m            |       | F     |       |       |       |       |       |
| 60 m vallas       |       |       | E     |       |       | ½     | F     |
| 4 × 400 m         |       |       |       |       |       |       | F     |
| Salto de longitud |       |       | C     |       |       |       | F     |
| Triple salto      | C     |       |       |       |       | F     |       |
| Salto de altura   |       | C     |       |       |       |       | F     |
| Salto con pértiga |       |       | C     |       |       |       | F     |
| Peso              |       | C     |       |       |       | F     |       |
| Pentatlón         | F     | F     |       |       |       |       |       |

Fuente: 

## Resultados

### Masculino
| Evento                    | Oro                                                                               | Plata                                                                         | Bronce                                                                         |
| ------------------------- | --------------------------------------------------------------------------------- | ----------------------------------------------------------------------------- | ------------------------------------------------------------------------------ |
| 60 m (02.03)              | Ján Volko · Eslovaquia · 6,60 s                                                   | Emre Zafer Barnes Turquía 6,61 s                                              | Joris van Gool · Países Bajos · 6,62 s                                         |
| 400 m (02.03)             | Karsten Warholm · Noruega · 45,05                                                 | Óscar Husillos · España · 45,66                                               | Tony van Diepen · Países Bajos · 46,13                                         |
| 800 m (03.03)             | Álvaro de Arriba · España · 1:46,83                                               | Jamie Webb Reino Unido 1:47,13                                                | Mark English Irlanda 1:47,39                                                   |
| 1500 m (03.03)            | Marcin Lewandowski · Polonia · 3:42,85                                            | Jakob Ingebrigtsen · Noruega · 3:43,23                                        | Jesús Gómez Santiago · España · 3:44,39                                        |
| 3000 m (02.03)            | Jakob Ingebrigtsen · Noruega · 7:56,15                                            | Chris O'Hare Reino Unido 7:57,19                                              | Henrik Ingebrigtsen · Noruega · 7:57,19                                        |
| 60 m vallas (03.03)       | Milan Trajković Chipre 7,60                                                       | Pascal Martinot-Lagarde Francia 7,61                                          | Aurel Manga Francia 7,63                                                       |
| 4 × 400 m (03.03)         | Bélgica · Julien Watrin · Dylan Borlée · Jonathan Borlée · Kevin Borlée · 3:06,27 | España · Óscar Husillos · Manuel Guijarro · Lucas Búa · Bernat Erta · 3:06,32 | Francia Mame-Ibra Anne Thomas Jordier Nicolas Courbière Fabrisio Saïdy 3:07,71 |
| Salto de altura (02.03)   | Gianmarco Tamberi · Italia · 2,32 m                                               | Konstantinos Baniotis · Grecia Andri Protsenko · Ucrania · 2,26 m             | —                                                                              |
| Salto con pértiga (02.03) | Paweł Wojciechowski · Polonia · 5,90                                              | Piotr Lisek · Polonia · 5,85                                                  | Melker Svärd Jacobsson · Suecia · 5,75                                         |
| Salto de longitud (03.03) | Miltiadis Tentoglu · Grecia · 8,38                                                | Thobias Nilsson Montler · Suecia · 8,17                                       | Strahinja Jovančević Serbia 8,03                                               |
| Triple salto (03.03)      | Nazim Babayev Azerbaiyán 17,29                                                    | Nelson Évora Portugal 17,11                                                   | Max Heß · Alemania · 17,10                                                     |
| Peso (01.03)              | Michał Haratyk · Polonia · 21,65                                                  | David Storl · Alemania · 21,54                                                | Tomáš Staněk · República Checa · 21,25                                         |
| Heptatlón (03.03)         | Jorge Ureña · España · 6218 pts.                                                  | Timothy Duckworth Reino Unido 6156 pts.                                       | Ilia Shkureniov Atletas Neutrales Autorizados 6145 pts.                        |

### Femenino
| Evento                    | Oro | Plata                                                                   | Bronce                                                                                 |
| ------------------------- | --- | ----------------------------------------------------------------------- | -------------------------------------------------------------------------------------- |
| 60 m (02.03)              | Ewa Swoboda · Polonia · 7,09 s                                                                                 | Dafne Schippers · Países Bajos · 7,14 s                                 | Asha Philip Reino Unido 7,15 s                                                         |
| 400 m (02.03)             | Léa Sprunger · Suiza · 51,61                                                                                   | Cynthia Bolingo · Bélgica · 51,62                                       | Lisanne de Witte · Países Bajos · 52,34                                                |
| 800 m (03.03)             | Shelayna Oskan-Clarke Reino Unido 2:02,58                                                                      | Rénelle Lamote Francia 2:03,00                                          | Olha Liajova · Ucrania · 2:03,24                                                       |
| 1500 m (03.03)            | Laura Muir Reino Unido 4:05,92                                                                                 | Sofia Ennaoui · Polonia · 4:09,30                                       | Ciara Mageean Irlanda 4:09,43                                                          |
| 3000 m (01.03)            | Laura Muir Reino Unido 8:30,61                                                                                 | Konstanze Klosterhalfen · Alemania · 8:34,06                            | Melissa Courtney Reino Unido 8:38,22                                                   |
| 60 m vallas (03.03)       | Nadine Visser · Países Bajos · 7,87                                                                            | Cindy Roleder · Alemania · 7,97                                         | Elvira Herman · Bielorrusia · 8,00                                                     |
| 4 × 400 m (03.03)         | Polonia · Anna Kiełbasińska · Iga Baumgart-Witan · Małgorzata Hołub-Kowalik · Justyna Święty-Ersetic · 3:28,77 | Reino Unido Laviai Nielsen Zoey Clark Amber Anning Eilidh Doyle 3:29,55 | Italia · Raphaela Lukudo · Ayomide Folorunso · Chiara Bazzoni · Marta Milani · 3:31,90 |
| Salto de altura (03.03)   | Mariya Lasitskene Atletas Neutrales Autorizados 2,01 m                                                         | Yuliya Levchenko · Ucrania · 1,99 m                                     | Airinė Palšytė · Lituania · 1,97 m                                                     |
| Salto con pértiga (03.03) | Anzhelika Sidorova Atletas Neutrales Autorizados 4,85                                                          | Holly Bradshaw Reino Unido 4,75                                         | Nikoleta Kyriakopulu · Grecia · 4,65                                                   |
| Salto de longitud (03.03) | Ivana Španović Serbia 6,99                                                                                     | Nastassia Mironchyk-Ivanova · Bielorrusia · 6,93                        | Maryna Bej-Romanchuk · Ucrania · 6,84                                                  |
| Triple salto (03.03)      | Ana Peleteiro · España · 14,73                                                                                 | Paraskeví Papajristu · Grecia · 14,50                                   | Olha Saladuja · Ucrania · 14,47                                                        |
| Peso (03.03)              | Radoslava Mavrodieva Bulgaria 19,12                                                                            | Christina Schwanitz · Alemania · 19,11                                  | Anita Márton · Hungría · 19,00                                                         |
| Pentatlón (01.03)         | Katarina Johnson-Thompson Reino Unido 4983 pts.                                                                | Niamh Emerson Reino Unido 4731 pts.                                     | Solène Ndama Francia 4723 pts.                                                         |

## Medallero
| Núm. | País                          | Oro | Plata | Bronce | Total |
| ---- | ----------------------------- | --- | ----- | ------ | ----- |
| 1    | Polonia                       | 5   | 2     | 0      | 7     |
| 2    | Reino Unido                   | 4   | 6     | 2      | 12    |
| 3    | España                        | 3   | 2     | 1      | 6     |
| 4    | Noruega                       | 2   | 1     | 1      | 4     |
| 5    | Atletas Neutrales Autorizados | 2   | 0     | 1      | 3     |
| 6    | Grecia                        | 1   | 2     | 1      | 4     |
| 7    | Países Bajos                  | 1   | 1     | 3      | 5     |
| 8    | Bélgica                       | 1   | 1     | 0      | 2     |
| 9    | Italia                        | 1   | 0     | 1      | 2     |
| 9    | Serbia                        | 1   | 0     | 1      | 2     |
| 11   | Azerbaiyán                    | 1   | 0     | 0      | 1     |
| 11   | Bulgaria                      | 1   | 0     | 0      | 1     |
| 11   | Chipre                        | 1   | 0     | 0      | 1     |
| 11   | Eslovaquia                    | 1   | 0     | 0      | 1     |
| 11   | Suiza                         | 1   | 0     | 0      | 1     |
| 16   | Alemania                      | 0   | 4     | 1      | 5     |
| 17   | Francia                       | 0   | 2     | 3      | 5     |
| 17   | Ucrania                       | 0   | 2     | 3      | 5     |
| 19   | Bielorrusia                   | 0   | 1     | 1      | 2     |
| 19   | Suecia                        | 0   | 1     | 1      | 2     |
| 21   | Portugal                      | 0   | 1     | 0      | 1     |
| 21   | Turquía                       | 0   | 1     | 0      | 1     |
| 23   | Irlanda                       | 0   | 0     | 2      | 2     |
| 24   | Hungría                       | 0   | 0     | 1      | 1     |
| 24   | Lituania                      | 0   | 0     | 1      | 1     |
| 24   | República Checa               | 0   | 0     | 1      | 1     |
|      | TOTAL                         | 26  | 27    | 25     | 78    |